# サバン・ベルトロ

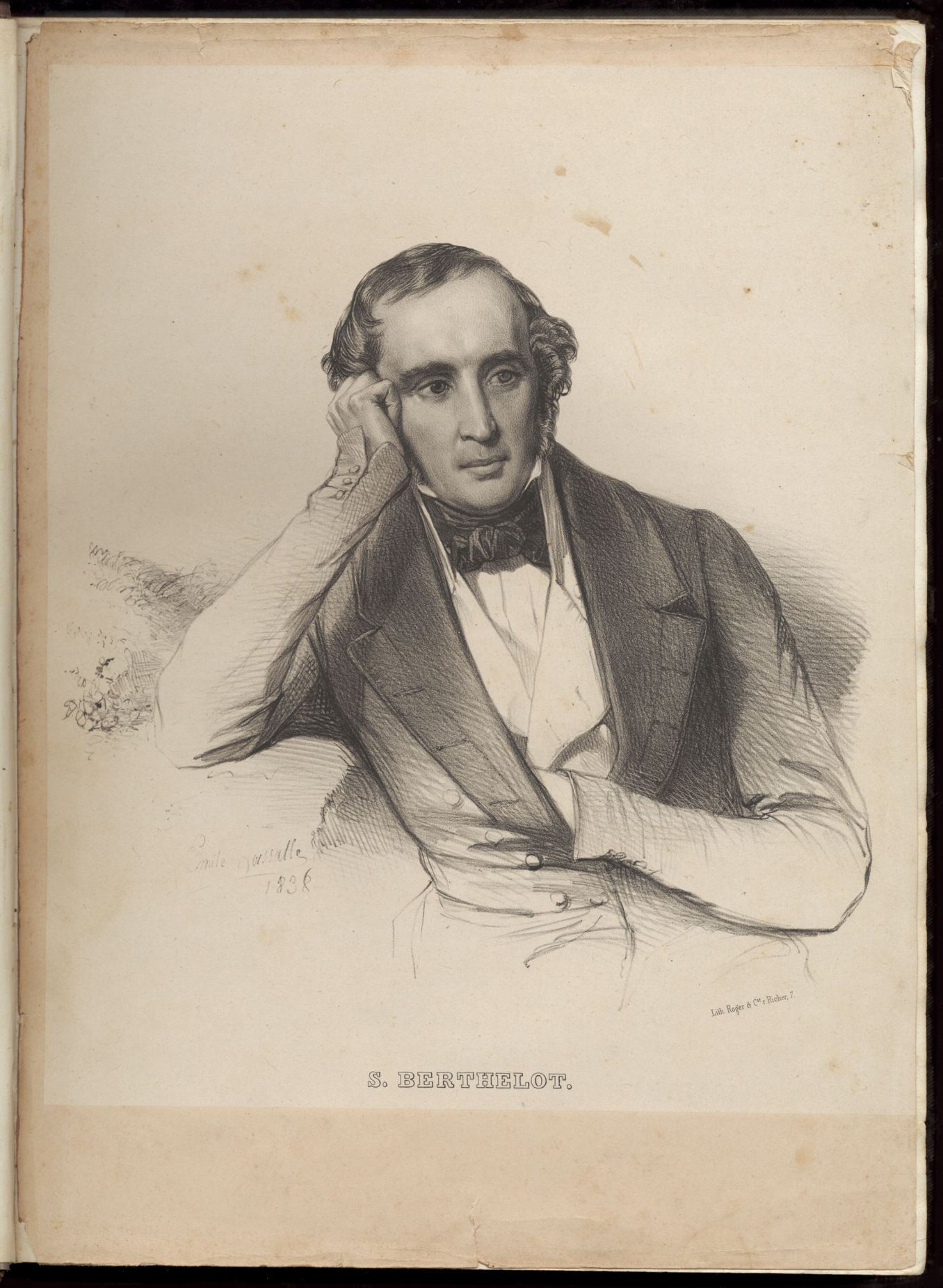
サビン・ベルテロ

サバン・ベルトロ（Sabin Berthelot、1794年4月4日 - 1880年11月10日）は、フランスの博物学者、民俗学者である。

## 生涯
マルセイユの商人の息子に生まれた。フランス海軍に入隊し、ナポレオン戦争中は海軍少尉候補生であった。戦争の後、商船に乗り込み、マルセイユと西インド諸島の航海の仕事をした。1820年にカナリア諸島をはじめて訪れ、テネリフェ島の学校で教え、ラ・オロタバでビジャヌエバ・デル・プラートの侯爵の植物園を管理者となった。
カナリア諸島を訪れた、イギリスの植物学者、フィリップ・バーカー＝ウェッブの依頼によってカナリア諸島に自然史の研究を行い、多くの博物学標本を集め、1835年から、『カナリア諸島の自然史』（L'Histoire Naturelle des Iles Canaries）を出版した。ベルテロは民俗学、歴史、地理の分野を担当し、ウエッブが自然史を担当した。鳥類学の分野はモカン＝タンドン（Alfred Moquin-Tandon）らによって執筆された。
1845年に民族学会（ Société d'Ethnologique）を設立した。1846年にテネリフェ島に戻り、1848年からフランス領事の仕事を助け、1867年に領事となった。
ベルトロの著書にはLes Guanaches (1841、1845)、『カナリア諸島の征服』（La Conquète des canaries:1879）、『カナリア諸島の古遺物』（Antiquités Canariennes:1879）などがある。
セキレイ科、タヒバリ属のカナリア諸島の鳥、Anthus berthelotiiに献名されている。